# Babica (województwo podkarpackie)
Babica – wieś w Polsce położona w województwie podkarpackim, w powiecie strzyżowskim, w gminie Czudec.
Przez Babicę przepływa rzeka Wisłok i przebiega droga krajowa nr 19 oraz linia kolejowa Rzeszów Główny – Jasło z przystankiem Babica. 
Miejscowość jest siedzibą parafii rzymskokatolickiej Dobrego Pasterza.
| SIMC    | Nazwa        | Rodzaj    |
| ------- | ------------ | --------- |
| 0648327 | Brzeziny     | część wsi |
| 0648333 | Dół          | część wsi |
| 0648340 | Dział        | część wsi |
| 0648356 | Góra         | część wsi |
| 0648362 | Grochowiczna | część wsi |

## Historia
W Babicy znajdowały się dobra tabularne Konstantego Pawlikowskiego, położone w 1905 roku w powiecie rzeszowskim Królestwa Galicji i Lodomerii. Ostatnimi właścicielami ziemskimi Babicy byli Joachim Roman Jarochowski h. Przerowa (1883–1950), kuzyn Jędrzeja Moraczewskiego i Maria Zofia z Wiktorów h. Brochwicz (1889–1944), córka Józefa.
W 1928 pochodzący z Babicy Wojciech Kuś, major Żandarmerii Wojskowej, założył we wsi koło Polskiego Stronnictwa Ludowego „Piast”. Zbudował w Babicy kamienicę i prowadził gospodarstwo rolne do 1939, a później ponownie w latach 1945–1960.
Okupację niemiecką Babicy zakończyło 2 sierpnia 1944 roku zajęcie miejscowości przez wojska 60 Armii 1 Frontu Ukraińskiego Armii Czerwonej. 19 września 1944 oddział Armii Krajowej pod dowództwem Ignacego Soleckiego ps. Jaskółka z Lubeni zabił w Babicy w pobliżu folwarku Jarochowskich strzałami w plecy powracającego rowerem do domu w Wyżnem Andrzeja Rozborskiego, komendanta posterunku Milicji Obywatelskiej w Czudcu, weterana XIII Brygady Międzynarodowej im. Jarosława Dąbrowskiego i byłego żołnierza ZWZ-AK.
Od 1 stycznia 1973 do 1 lipca 1976 Babica znajdowała się w gminie Boguchwała. W latach 1975–1998 należała administracyjnie do województwa rzeszowskiego. 
Przed 2003 w Babicy uruchomiona została stacja narciarska Lodowiec z wyciągiem orczykowym i stokiem o długości 490 m, która działała do zakończenia sezonu 2011/2012.